# Gnoerichia
Gnoerichia là một chi nhện trong họ Thomisidae.